# Gnomidolon pictum
Gnomidolon pictum là một loài bọ cánh cứng trong họ Cerambycidae.